# 오사카부
오사카부(일본어: 大阪府 오사카후[*])는 일본 긴키 지방 중부에 있는 행정 구역이다. 부청 소재지는 오사카시이다. 거주인구(야간인구)는 도쿄도, 가나가와현 다음으로 3번째로 많으나, 낮 인구는 여전히 도쿄도에 이어 일본 내에서 2위이다. 게이한신의 핵심 지역이다.
동쪽으로 나라현, 북서쪽으로 효고현, 남쪽으로 와카야마현과 경계를 접하며 북동쪽으로 교토부와 인접한다. 부청 소재지인 오사카시 외에 여러 개의 위성 도시가 있다.
오사카부는 일본 제2의 도시권이자 긴키 지방의 중심지이고, 서일본 최대의 도시권이다. 도쿄도 다음가는 일본 교통의 중심지로 수많은 철도 노선과 도로가 오사카를 중심으로 주변 지역을 연결하며, 일본 경제에서 매우 중요한 역할을 담당하고 있다. 또한 오사카부는 긴키 지방의 경제, 정치, 문화, 산업, 금융, 교육의 중심지이며, 오사카부를 중심으로 한 긴키 지방도 세계적으로 손에 꼽는 경제권을 형성한다.
국제 행사로는 아시아 최초의 세계 박람회(엑스포)인 1970년 세계 박람회를 열었으며, 1995년 APEC 회의, 2019년 G20 정상회의 등을 개최하였다. 2018년 11월에는 2025년 세계 박람회를 유치하였다.

## 개요
부청 소재지는 오사카시이다. 과거 율령국인 셋쓰국 동부(7군) 및 가와치국과 이즈미국의 각 전역으로 구성되어 삼국 문자를 따 섭하천이라고도 하는데, 교토부에서 가시타촌 전역과 가메오카시의 일부가 월경 편입된 1958년 이후에는 단바국 남동부(극일부)도 포함하게 되어 있다. 사카이현 편입 1881년부터 나라현을 재설치하여 1887년까지는 야마토국의 전역을 포함하고 있었다.
긴키 지방의 경제·교통의 중심이며, 인구는 약 883만 9,000명으로 전국 3위, 주간 인구 및 인구 밀도는 도쿄도에 이어 전국 2위이다. 2018년도의 명목 부내 총생산은 약 40조 엔이며, 도쿄도와 아이치현에 비교도 안되는 규모이다. 부역 전체가 오사카 대도시권에 속해 있으며 고도로 도시화된 지역이 많다.
이코노미스트 인텔리전스 유닛의 '가장 살기 좋은 도시' 랭킹에서 오사카는 빈, 멜버른, 시드니에 이어 세계 4위로 평가되었다.

## 역사

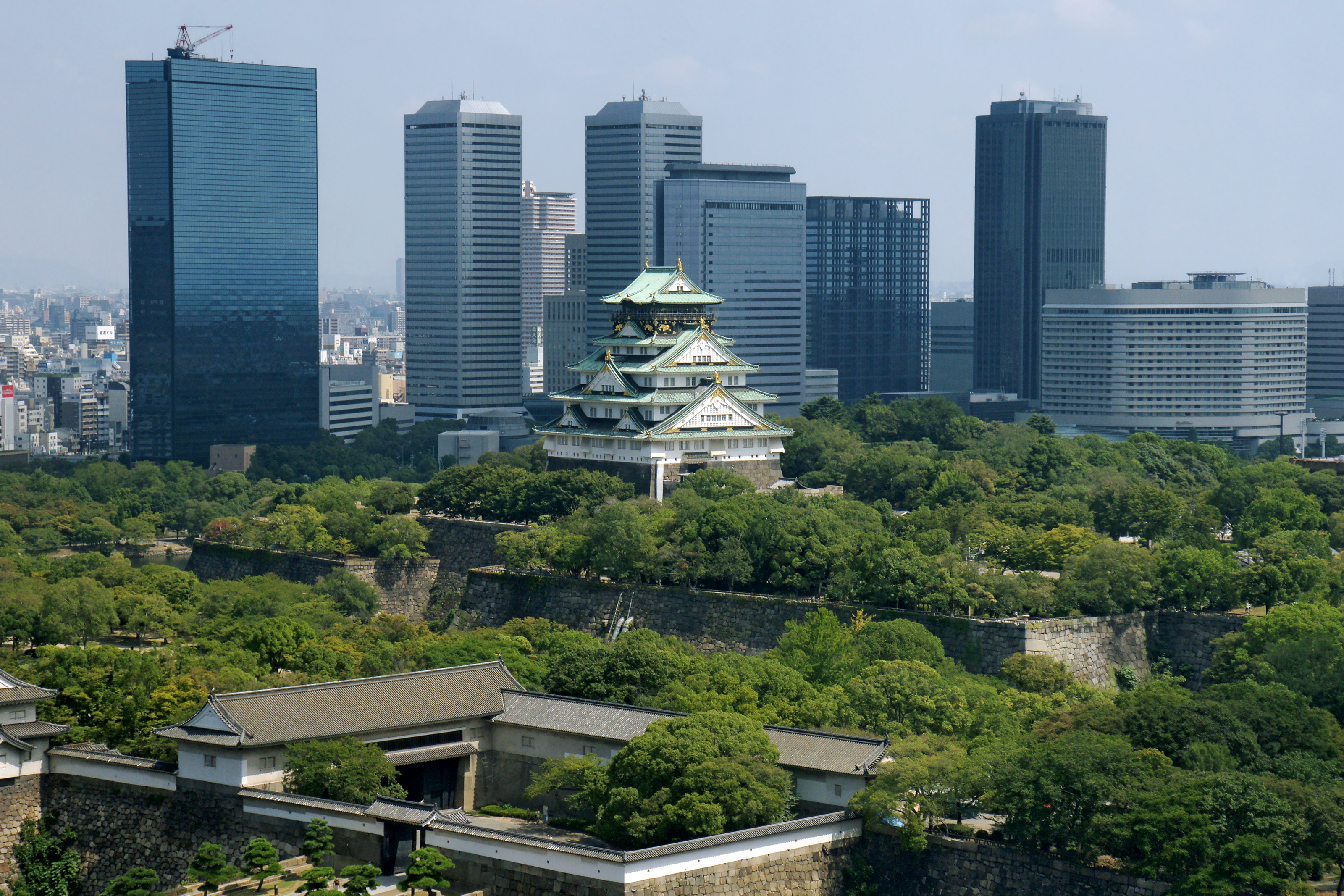
오사카성 공원

오모노씨와 모노베씨가 본거지를 둔 곳으로 고대부터 항구도시이자 국내 유통의 중심지였다. 세토 내해를 거치는 항로의 종착점으로서 스미요시 다이샤(오사카시 스미요시구) 근처의 스미요시쓰나 난바쓰가 기능을 가지고 있었다.
헤이안 시대에 요도가와의 하구에 위치한 이 땅은 교토와 수운으로 맺어지고(와타나베즈), 이 수운을 통한 관계는 그 후 메이지 시대에 철도가 부설될 때까지 계속된다. 헤이안 시대 초기에 정이대장군 사카가미 다무라 마로의 셋째 아들 사카가미 히로노가 셋쓰국 스미요시군 히라노쇼(오사카시 히라노구)의 영주가 되었고, 그 후손이라고 일컬어지는 사카가미씨의 일족이 중세의 평야 자치를 맡았다.
가마쿠라 시대 말기부터 남북조 시대에 걸쳐, 가와치에 악당이라고 불린 재지 호족 구스노키 마사나리가 나와 활약했다. 마사나리를 비롯한 구스노키씨는 남조의 유력 무장으로서 하내에서 자주 아시카가 다카시 등 북조와 싸웠는데, 마사나리는 미나토가와 전투에서 그 자정행도 사조노 전투에서 전사하는 등 이윽고 세력을 약화시켰다. 전국시대에 접어들자 하타케야마씨·호소카와씨를 둘러싼 싸움에서 혼란을 겪었으며 이 시기 사카이(사카이시)는 부유한 도시중을 중심으로 자치도시를 형성하고 있으며, 지금까지의 효고 미나토를 대신해 니치메이 무역의 중계항으로서 융성, 다도 등의 문화를 육성하고 있었다. 노부나가가 죽은 후 그 영토를 계승한 도요토미 히데요시는 이시야마 혼간지 터에 자신의 거성이 되는 오사카성의 축성을 시작했다. 이 성은 요도가와강과 야마토가와강 하구라는 이점을 살려 지형을 이용하였으며, 성 아래 마을까지도 해자로 둘러싸서 성의 일부로 하는 부구를 만든 거대한 것이었다. 후에 도요토미 히데요시 사망 이후 도요토미씨는 멸망한다.
오사카부는 메이지 시대가 시작된 1868년에 탄생하였다.
- 1956년 9월 1일 - 오사카시가 정령지정도시로 승격하였고 24개의 구로 나뉘었다.
- 2000년 - 오타 후사에가 요코하마 노크에 이어 일본의 첫 번째 여성 부지사가 되었다.
- 2006년 4월 1일 - 사카이시가 정령지정도시로 승격하였고 7개의 구로 나뉘었다.
- 2008년 - 텔레비전에 출연하는 유명한 변호사였던 하시모토 도루가 38세의 젊은 나이로 부지사에 선출되었다.

## 지리
긴키 지방의 중부에 위치하며 교토부·나라현·효고현·와카야마현과 접하고 있으며 예로부터 상방으로 통하는 수상교통의 요지이다. 남서부는 오사카만이다.
예전에는 면적이 가장 좁은 광역자치단체(오사카부 다음은 가가와현)였지만 1988년 10월 1일에 일본 국토지리원이 산정법을 수정해 오카야마현 다마노시와 경계 미정 부분이 있는 가가와현 나오시마초의 면적(14.2km2)을 현 전체 면적에 산입하지 않게 되어 가가와현의 면적이 감소해 오사카부와 역전함으로써 46위를 차지했다. 그 후 오사카부에서는 간사이 국제공항의 개항과 오사카시 서부의 개발 과정에서 해상 매립이 진행되어 면적이 증가하면서 현재는 나오시마정을 포함한 가가와현의 참고치를 웃도는 면적이 되고 있다.

## 행정 구역

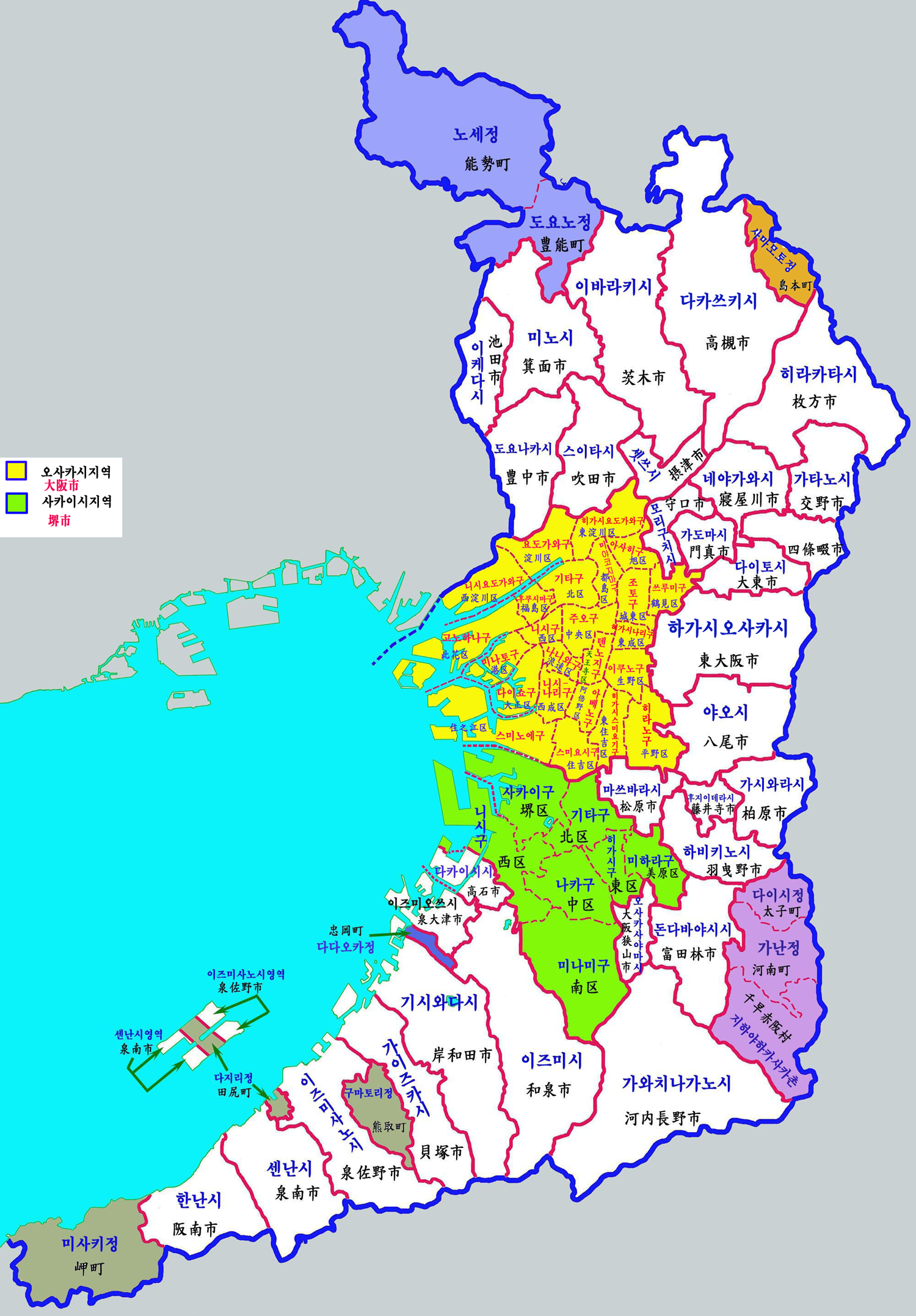
오사카부 지도

### 북부·중부

#### 정령지정도시
- 오사카시(大阪市) - 부청 소재지

| - 고노하나구(此花区) - 나니와구(浪速区) - 다이쇼구(大正区) - 미나토구(港区) - 스미노에구(住之江区) - 아베노구(阿倍野区) - 조토구(城東区) - 후쿠시마구(福島区) - 기타구(北区) - 니시구(西区) - 덴노지구(天王寺区) - 미야코지마구(都島区) | - 스미요시구(住吉区) - 아사히구(旭区) - 주오구(中央区) - 히가시나리구(東成区) - 니시나리구(西成区) - 쓰루미구(鶴見区) - 요도가와구(淀川区) - 히가시스미요시구(東住吉区) - 니시요도가와구(西淀川区) - 이쿠노구(生野区) - 히가시요도가와구(東淀川区) - 히라노구(平野区) |

#### 특례시·일반시
| - 이케다시(池田市) - 이바라키시(茨木市) - 가시와라시(柏原市) - 가타노시(交野市) - 가도마시(門真市) - 시조나와테시(四條畷市) | - 다이토시(大東市) - 도요나카시(豊中市) - 히라카타시(枚方市) - 미노오시(箕面市) - 모리구치시(守口市) |

#### 중핵시
- 다카쓰키시(高槻市)
- 히가시오사카시(東大阪市)
- 스이타시(吹田市)
- 야오시(八尾市)
- 네야가와시(寢屋川市)
- 셋쓰시(摂津市)

#### 군 지역
- 미시마군(三島郡)
  - 시마모토정(島本町)
- 도요노군(豊能郡)
  - 도요노정(豊能町), 노세정(能勢町)

### 남부

#### 정령지정도시
- 사카이시(堺市)
  - 사카이구(堺区)
  - 히가시구(東区)
  - 기타구(北区)
  - 니시구(西区)
  - 나카구(中区)
  - 미하라구(美原区)
  - 미나미구(南区)

#### 특례시·일반시
| - 이즈미시(和泉市) - 이즈미오쓰시(泉大津市) - 이즈미사노시(泉佐野市) - 오사카사야마시(大阪狭山市) - 가이즈카시(貝塚市) - 가와치나가노시(河内長野市) - 기시와다시(岸和田市) | - 센난시(泉南市) - 다카이시시(高石市) - 돈다바야시시(富田林市) - 하비키노시(羽曳野市) - 한난시(阪南市) - 후지이데라시(藤井寺市) - 마쓰바라시(松原市) |

#### 군 지역
- 센보쿠군(泉北郡)
  - 다다오카정(忠岡町)
- 센난군(泉南郡)
  - 구마토리정(熊取町), 다지리정(田尻町), 미사키정(岬町)
- 미나미카와치군(南河内郡)
  - 다이시정(太子町), 가난정(河南町), 지하야아카사카촌(千早赤阪村)

## 경제

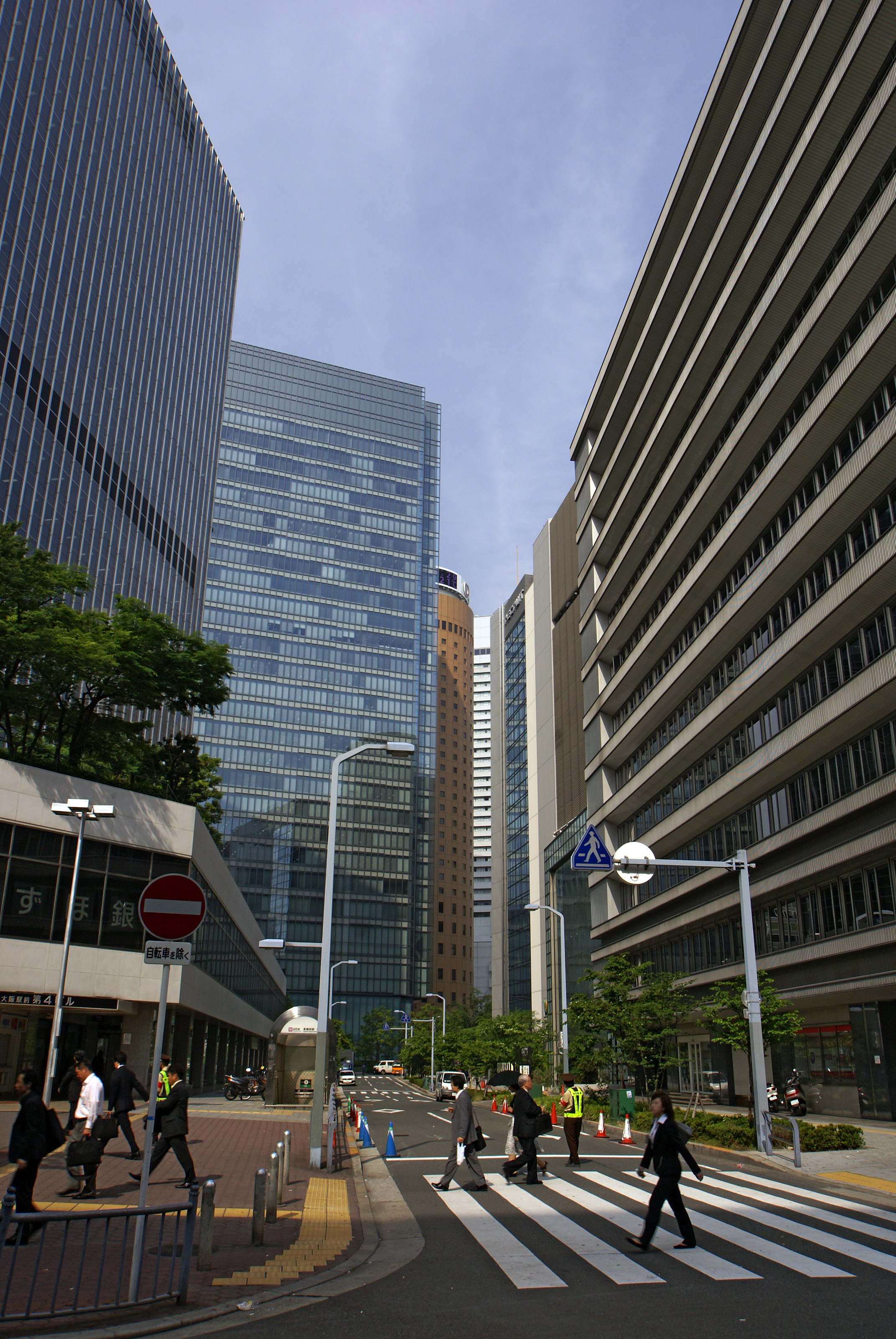
우메다의 다이아몬드 지구

오사카부는 전자, 전기, 기계, 조선, 식료품, 섬유, 화학, 제약, 방송, 언론 및 엔터테인먼트, 건설 및 주택, 부동산, 유통 및 서비스, 금융 등 각종 산업이 발달하였다. 오사카부의 GDP는 2004년에 38조 7천억 엔으로 도쿄도에 이어 두 번째였다. 이는 긴키 지방의 약 48%를 차지하는 수치이다. 브루킹스 연구소에 따르면 2013~2014년 기준 오사카부-효고현 고베 경제권의 총 GDP는 6,710억 달러로 일본에서는 도쿄권에 이은 2위, 전 세계 7위에 올라 있다. 1인당 수입은 약 300만 엔으로 일본에서 7번째이다. 같은 해에 상업 판매는 601조 엔이었다.
오사카 증권거래소는 닛케이 225 선물 지수와 같은 파생 상품을 전문으로 하고 오사카에 기반을 두고 있으며, 2013년 도쿄 증권거래소에 합병되었다.
오사카 경제의 특징으로는 중소기업이 산업에서 차지하는 비중이 높다는 것이다. 2006년 기준 오사카부에 기반을 둔 중소기업의 수는 330,737개로 총 기업 수의 99.6%를 차지했다. 이러한 비율은 다른 현들(전국 평균 99.7%)과 비슷하지만 중소기업의 총 제조량은 오사카부 전체의 65.4%를 차지해 도쿄도 55.5%, 가나가와현 38.4%에 비해 현저히 높았다.
또한 합동 산업 교육을 위해 노력하여 오사카의 공공의 이익을 실현하고 지역 경제를 활성화시키려는 모델 중 하나가 인공위성 개발 프로젝트인 Astro-Technology SOHLA이다. 원래는 히가시오사카시의 중소기업들이 시작했지만 간사이 지역 전체로 확대되었을 뿐만 아니라 우주항공연구개발기구를 통해 정부의 기술적, 물질적 지원을, NEDO를 통해 재정적 지원을 받게 되었다.

### 오사카부에 본사, 기반을 가진 주요 기업
다음은 오사카부에 본사를 둔 기업들이다.(본사가 오사카, 도쿄 양쪽에 있거나 오사카, 도쿄, 나고야, 후쿠오카 등 여러 곳에 두고 있는 경우도 포함한다.)
- 전자, 전기, 정보통신, 소프트웨어, 기계, 자동차, 조선 부문
  - 파나소닉, 샤프, 스미토모 전기 공업, 스미토모 전기 설비, 히타치, 다이헨, 쿠보타, 키엔스, 다이하쓰, 다이킨 공업, 모리타 홀딩스, 히타치 조선, 나무라 조선, 조지루시 보온병, 글로리아 보온병, 인터넷

- 식료품 부문
  - 닛신 식품 홀딩스, 하우스 식품, 니혼햄, 다이도 드링코, 마루다이 식품, 오오츠카 식품, 산토리, 에자키 글리코, 후지 제유 그룹, 후루타 제과

- 섬유 및 의류, 패션 부문
  - 도레이, 테이진, 토요보, 스미노에 직물, 쿠라시키 방적, 데상트, 몽벨, 유니티카, 산쿄 세이코

- 화학, 제약 부문
  - 스미토모 화학, 스미토모 세이카 케미칼, 세키스이 화학 공업, 아라카와 화학 공업, 오오츠카 화학, AIR WATER, 다케다 약품 공업, 시오노기 제약, 고바야시 제약, 대일본 스미토모 제약, 미쓰비시-타나베 제약, 센주 제약 모리시타 진탄, 니프로, 일본 촉매, 일본 페인트 홀딩스, 간사이 페인트, 대일본 제충국, 오사카 소다, 닛토 덴코, Sunstar, 고니시

- 건설 및 주택 부문
  - 곤고구미, 다케나가, 다카마쓰 건설 그룹, 제니다카구미, 오쿠무라구미, 아사누마구미, 코노이케 건설, 세키스이 하우스, 다이와 하우스, PANA 홈, 쿠지라

- 유통 및 서비스, 미용 부문
  - 이토추 상사, JFE 상사, 야마젠, H2O 리테일링, 타카시야마, 다이마루, 긴데츠 백화점, LIFE, 이나바타, PALTAC, 사카이 이사 센터

- 금융 부문
  - 리소나 은행, 간사이 어번 은행, 이케다 센슈 홀딩스, 스미토모 생명 보험, 다이도 생명 보험, 일본 생명 보험, 이와이 코스모 홀딩스, 오릭스

- 방송, 언론 및 엔터테인먼트 부문
  - 아사히 신문, 아사히 방송, 마이니치 신문, 마이니치 방송, 산케이 신문, 니혼게이자이 신문, 신니혼카이 신문, 호치 신문, 요미우리 신문, 요미우리 TV, 간사이 TV, 텔레비전 오사카, 오사카 방송, 요시토모 흥업, 쇼치쿠 예능, OSK 일본 가극단, SNK, 캡콤

- 전력, 전신, 교통, 기타 부문
  - 간사이 전력, 서일본 전신 전화, 서일본 여객 철도, 서일본 고속도로, 신 간사이 국제 공항, 피치 항공, 한큐 한신 홀딩스, 긴데츠 그룹 홀딩스, 케이한 홀딩스, 일본 판유리, 사쿠라 크레파스

## 인구
2017년 4월 추계 인구에 따르면 오사카부의 인구는 8,826,276명이다.
|                                              | |
| 오사카부의 전국의 연령별 인구 분포（2005년） | 오사카부의 연령·남녀별 인구 분포（2005년）                                                                             |
| ■자주색 ― 오사카부 ■녹색 ― 일본전국          | ■파랑색 ― 남자 ■빨간색 ― 여자                                                                                          |
| · 오사카부의 인구추이                        | |
| 일본 총무성 통계국 국세조사 결과             | |
|                                              | 기술적 문제로 인해 그래프를 일시적으로 사용할 수 없습니다. 파브리케이터와 미디어위키 위키에 더 자세한 정보가 있습니다. |

| 연도  | 인구      | ±% p.a. |
| ----- | --------- | ------- |
| 1890  | 1,324,216 | —       |
| 1903  | 1,823,456 | +2.49%  |
| 1913  | 2,461,067 | +3.04%  |
| 1920  | 2,587,847 | +0.72%  |
| 1925  | 3,059,502 | +3.41%  |
| 1930  | 3,540,017 | +2.96%  |
| 1935  | 4,297,174 | +3.95%  |
| 1940  | 4,792,966 | +2.21%  |
| 1945  | 2,800,958 | −10.19% |
| 1950  | 3,857,047 | +6.61%  |
| 1955  | 4,618,308 | +3.67%  |
| 1960  | 5,504,746 | +3.57%  |
| 1965  | 6,657,189 | +3.87%  |
| 1970  | 7,620,480 | +2.74%  |
| 1975  | 8,278,925 | +1.67%  |
| 1980  | 8,473,446 | +0.47%  |
| 1985  | 8,668,095 | +0.46%  |
| 1990  | 8,734,516 | +0.15%  |
| 1995  | 8,797,268 | +0.14%  |
| 2000  | 8,805,081 | +0.02%  |
| 2005  | 8,817,166 | +0.03%  |
| 2010  | 8,865,245 | +0.11%  |
| 2015  | 8,838,908 | −0.06%  |
| 출처: |           |         |

## 문화

### 극장
- 국립 분라쿠 극장

### 박물관
- 국립 민족학 박물관
- 오사카 부립 지역 연예 자료관
- 오사카 부립 야요이 문화 박물관
- 오사카 부립 치카츠 아스카 박물관
- 오사카 시립 근대 박물관
- 오사카 시립 자연사 박물관
- 오사카 시립 동양 도자기 미술관
- 이케다 시립 카미가타 라쿠고 자료 전시관 (만담 박물관)
- 오사카 역사 박물관
- 오사카 기업가 박물관
- 오사카 인권 박물관
- 오사카 국제 평화 센터
- 사야마이케 박물관
- 조폐 박물관

### 미술관
- 국립 국제 미술관
- 오사카 부립 현대 미술 센터
- 오사카 시립 미술관
- 오사카 시립 동양 도자 미술관
- 현대 남화 미술관
- 일본 공예관
- 카미가타 우키요에관
- 리브스 갤러리 코사카 키세키 기념관
- 오사카 문화관・텐포잔

### 도서관
- 오사카 부립 도서관

### 동물원
- 덴노지 동물원

### 수족관
- 가이유칸

### 식물원
- 오사카 시립 나가이 식물원
- 하쿠야코노하나칸

## 교육

### 대학
- 오사카 대학(도요나카시, 스이타시)
- 오사카 공립대학(오사카부)
- 간사이 대학(스이타시, 다카쓰키시, 오사카시)
- 간사이 의과 대학(모리구치시)
- 간사이 외국어 대학(히라카타시)
- 오사카 교육 대학(가시와라시)
- 오사카 산업 대학
- 오사카 경제 대학
- 오사카 공업 대학
- 오사카 예술 대학
- 오사카 음악 대학
- 긴키 대학(히가시오사카시)
- 오사카 쇼인 여자 대학(히가시오사카시)

## 공원

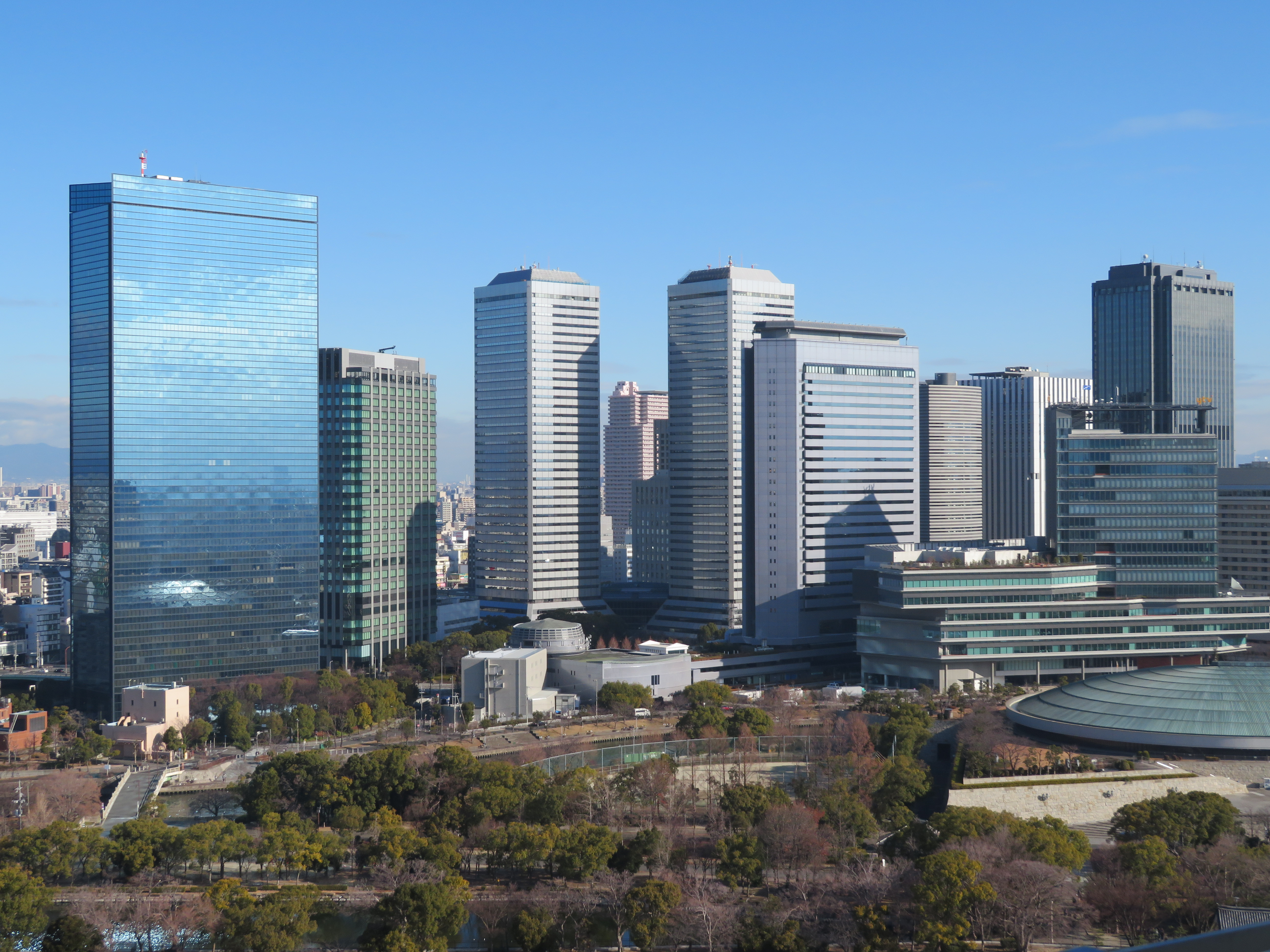
오사카 비즈니스 파크

- 만박 기념 공원(스이타시) - 1970년 세계 박람회가 이곳에서 열렸다. 일본 정원, 국립국제미술관, 놀이공원인 엑스포랜드가 있다.
- 핫토리 녹지 공원(도요나카시)
- 메이지의 숲 미노 국립 공원(미노시)
- 오사카 부민의 숲
- 농업 공원(톤다바야시시)
- 후지타 저택지 공원
- 쓰루미 녹지 공원(오사카시)
- 나가이 공원(오사카시) - 2007년 세계 육상 선수권 대회가 이 공원의 나가이 스타디움에서 열렸다.
- 나카노시마 공원(오사카시) - 오사카 시립 동양 도자 미술관과 오사카 시청이 있다.

## 스포츠

### 축구
- 감바 오사카(스이타시)
- 세레소 오사카(오사카시)

### 야구
- 오릭스 버펄로스(오사카시)
- 한신 타이거스

### 농구
- 오사카 에베사

## 교통

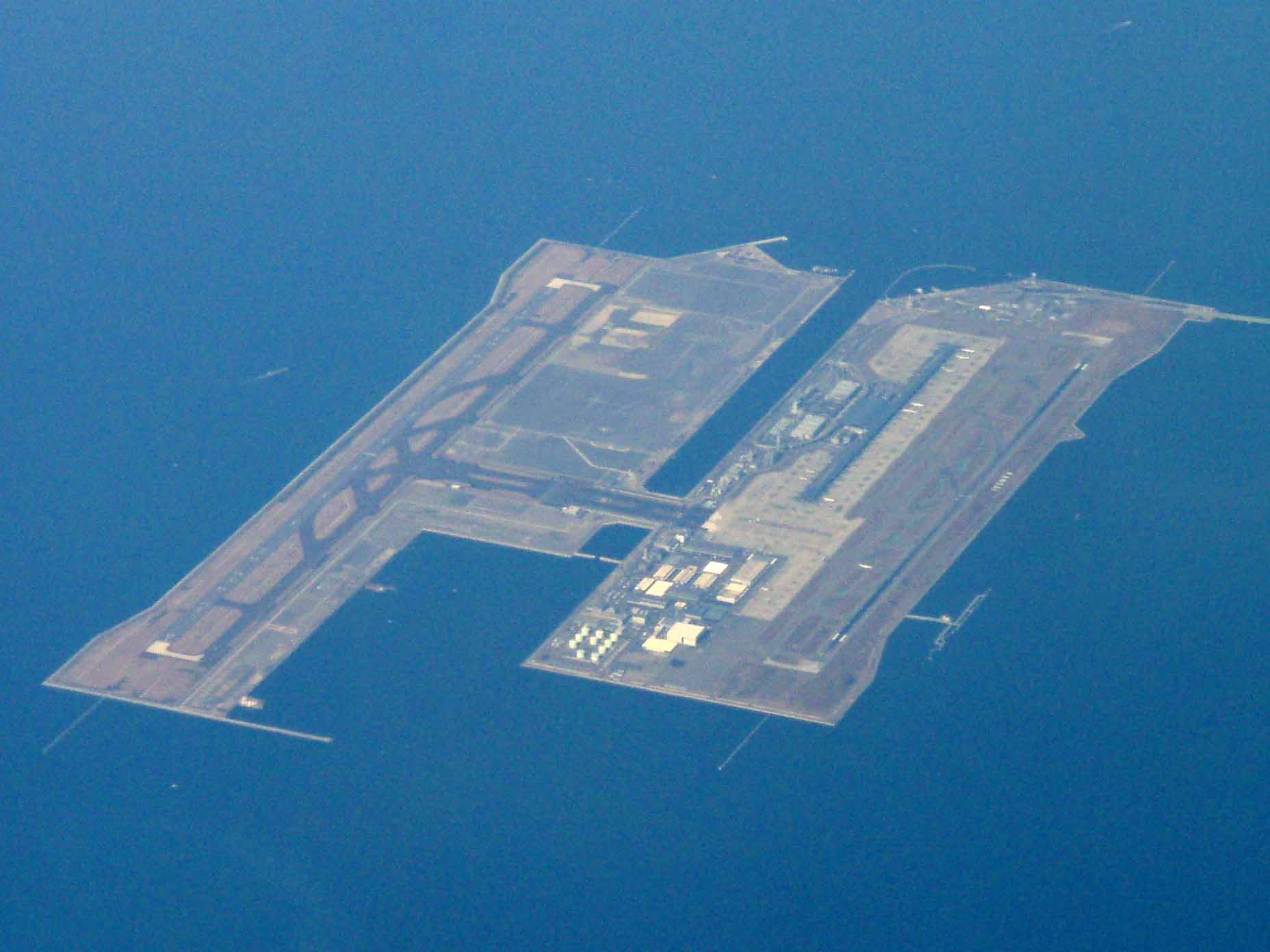
간사이 국제공항

### 철도

#### 주요 철도 역
신오사카역, 오사카역, 우메다역, 난바역, 덴노지역

#### 주요 노선
- 오사카부 내
  - 서일본 여객철도 - 오사카 순환선, 사쿠라지마선, 오사카히가시선, 한와선
  - 오사카 메트로
  - 기타오사카 급행 전철
  - 한큐 전철 - 센리선, 미노오선
  - 오사카 고속철도 - 오사카 모노레일선, 국제문화공원도시선
  - 게이한 전기 철도 - 가타노선, 나카노시마선
  - 긴키 닛폰 철도 - 난바선, 시기선, 니시시기코사쿠선, 도묘지선, 나가노선
  - 한카이 전기 궤도 - 한카이선, 우에마치선
  - 난카이 전기 철도 - 다카시노하마선, 공항선, 센보쿠선
  - 미즈마 철도 - 미즈마선

- 광역 노선
  - 서일본 여객철도 - 도카이도 본선(JR 교토선, JR 고베선), 후쿠치야마선, 가타마치선, JR 도자이선, 한와선, 간사이 본선(야마토지선)
  - 한큐 전철 - 고베 본선, 다카라즈카 본선, 교토 본선
  - 한신 전기 철도 - 한신 본선, 난바선
  - 게이한 전기 철도 - 게이한 본선
  - 긴키 닛폰 철도 - 나라선, 게이한나선, 미나미오사카선, 오사카선
  - 난카이 전기 철도 - 난카이 본선, 고야선
  - 노세 전철 - 묘켄선

- 초광역 노선
  - 도카이도 신칸센
  - 산요 신칸센

### 도로
- 고속도로
  - 메이신 고속도로
  - 긴키 자동차도
  - 주고쿠 자동차도
  - 한와 자동차도
  - 니시메이한 자동차도(일본어판)
  - 한신 고속도로
- 국도
  - 국도 제1호선
  - 국도 제2호선
  - 국도 제25호선
  - 국도 제26호선
  - 국도 제43호선
  - 국도 제163호선 (일본)(일본어판)
  - 국도 제165호선 (일본)(일본어판)
  - 국도 제166호선 (일본)(일본어판)
  - 국도 제168호선
  - 국도 제170호선 (일본)(일본어판)
  - 국도 제171호선 (일본)(일본어판)
  - 국도 제172호선
  - 국도 제173호선 (일본)(일본어판)
  - 국도 제176호선 (일본)(일본어판)
  - 국도 제307호선
  - 국도 제308호선 (일본)(일본어판)
  - 국도 제309호선 (일본)(일본어판)
  - 국도 제310호선 (일본)(일본어판)
  - 국도 제371호선 (일본)(일본어판)
  - 국도 제423호선 (일본)(일본어판)
  - 국도 제477호선 (일본)(일본어판)
  - 국도 제479호선
  - 국도 제480호선 (일본)(일본어판)
  - 국도 제481호선

### 공항
- 간사이 국제공항
- 오사카 국제공항

## 우호 교류 지역
- 대한민국 경상남도 창원시
- 중화인민공화국 상하이시
- 인도네시아 자와티무르주
- 프랑스 발두아즈주
- 오스트레일리아 퀸즐랜드주
- 러시아 프리모르스키 지방
- 미국 캘리포니아주
- 이탈리아 롬바르디아주

## 같이 보기
- 오사카도 구상
- 백제왕신사(百済王神社, ja:百済王神社, 일본 오사카부 히라카타시)
- 백제사(百済寺, ja:百済寺 (広陵町), 일본 나라현 기타카쓰라기군 고료정)
- 아스카베 신사(일본어판)(일본 오사카부 하비키노시) - 곤지왕
- 미도스지선
- 간사이 공항
- 간사이 문화학술연구도시